# Elektrárna Spiro, Vyšší Brod
Vyšebrodská hydrocentrála firmy Ignác Spiro & Söhne byla ve své době nevídané dílo, které doslova uvedlo v údiv veškerou tehdejší odbornou veřejnost. Je označována za první velkou hydrocentrálu nejen na území Čech, ale i v rakousko-uherské monarchii. Svým instalovaným výkonem, který byl koncem dvacátých let 20. století ještě zvýšen a dosahoval téměř 17 MW, byla suverénně největší vodní elektrárnou v Čechách. Zároveň její vznik zcela zásadní měrou ovlivnil brzkou elektrizaci měst Vyššího Brodu a Českého Krumlova a širokého území jihovýchodní Šumavy. Protože se jednalo o soukromou podnikovou elektrárnu a navíc v německých rukách, byl často její význam zamlžován a úmyslně opomíjen. Přesto byla její prohlídka doporučována v nejrůznějších tehdejších turistických průvodcích a příručkách.

## Vznik vodního díla
Několikakilometrový úsek řeky Vltavy mezi Loučovicemi a Vyšším Brodem byl vždy těžkým oříškem při snaze o jeho využití k lidskému prospěchu. Staleté úsilí o úpravu jeho balvanitého koryta pod Čertovou stěnou, která by umožnila voroplavba šumavského dřeva, nebyly nikdy korunovány patřičným úspěchem. Tato marná snaha přivedla schwarzenberského lesního inženýra F. Rosenauera k myšlence neupravovat stávající koryto, ale svést řeku do zvláštního kanálu a vést ho příhodnějším terénem. Tento projekt se však rovněž nerealizoval a po stavbě známého Schwarzenberského kanálu na Šumavě částečně ztratil na naléhavosti. S postupem doby se začalo do popředí dostávat využívání řeky, nejen jako dopravní cesty, ale i jako hnací síly. Koncem 19. století se začínaly na různých vodních tocích budovat drobné i větší vodní elektrárny a technici začínali vyhledávat stále příhodnější místa k jejich umístění. A právě více než stometrový spád na tomto krátkém úseku řeky pod Čertovou stěnou se sám nabízel k tomu, aby byl takto využit. Jedny z prvních dochovaných zmínek odkazujících na úmysl vystavět zde vodní elektrárnu pocházejí z 80. let 19. století. V následujícím desetiletí se uskutečnily další kroky k tomuto cíli. V roce 1894 zakoupila firma Ignaz Spiro & Söhne továrnu na strojní papír v Českém Krumlově – Pečkách (Větřní), císařský rada Robert Eisner z Vídně a firma Ganz & Comp. Budapešť strojírna v Leobersdorfu takzvaný Steindlův hamr (Steindlhammer) pod Čertovou stěnou. Tím získaly i vodní právo na Vltavě od Loučovic až k Vyššímu Brodu. Do stejné doby jsou datovány i první plány na umístění elektrárny zpracované ing. Františkem Karlem z Vyššího Brodu. Zde byla již zcela jasně naznačena myšlenka svedení vltavské vody pod Loučovicemi do mírně klesajícího kanálu, vedoucího až k ostrohu Čertovy stěny a odtud tlakovým potrubím do vlastní strojovny elektrárny, stojící na vltavském břehu. Proto je za duchovního otce této stavby pokládán právě ing. František Karel, i když vlastní závěrečný projekt byl zpracován projekční kanceláří firmy Ganz & Comp.
Na základě těchto prvních studií bylo podáním z listopadu 1894 zahájeno jednání na vydání koncese ke stavbě a provozování zamýšlené elektrárny. Dle neověřené informace se započalo s výkopem přívodního kanálu v roce 1896, avšak jeho stavba postupovala v obtížném, kamenitém terénu pomalu. Po řadě jednání, místních šetření a posuzování projektů, bylo vlastní vodoprávní povolení vodního díla schváleno výnosem Císařského a královského místodržitelství v Čechách v Praze ze dne 9. března 1898 a povolení ke stavbě a provozování bylo vydáno Okresním hejtmanstvím v Kaplici dne 22. července 1900. Projektová dokumentace se postupně v drobnějších částech měnila a doplňovala. Jedna z posledních zásadních změn pochází z roku 1902, kdy bylo rozhodnuto, že místo koncesovaných osmi Girardových turbín budou použity pouze čtyři tehdy nové Francisovy turbíny mající vyšší účinnost.

## Uvedení do provozu
Elektrárna byla postavena do konce roku 1902 a spuštěna v roce 1903. Závěrečná kolaudace proběhla 16. října 1903. Stavební část elektrárny včetně přívodního kanálu a jezu zhotovila firma Diss & Comp. – společnost pro betonové stavby ve Vídni.
Voda řeky Vltavy se přímo pod Loučovicemi zadržovala jezem s 32 m dlouhou pevnou korunou s rybí propustí a na ní navazující 5 m dlouhou trámovou základovou výpustí. Na pravé straně tohoto jezu byl vedle služebny dozorce 20,6 m dlouhý vtok do přívodního kanálu, který byl chráněn hrubými česly (např. proti plovoucím větvím či jiným předmětům). Práh vtoku byl oproti dnu zvýšen (byl 1,02m pod korunou jezu), což bránilo vnášení naplavenin do kanálu (písek, kaménky). Prostor před prahem, kde docházelo k jejich usazování, byl pravidelně čištěn prostřednictvím štěrkové výpusti.
Od jezu pokračoval otevřený, kamenem vyzděný přívodní kanál o délce 1650 m. Spád kanálu byl 1 promile, šířka 5,7 m a hloubka 3,2 m. Kanál byl opatřen u vtoku uzavíracím stavidlem a protipovodňovou bariérou a nedaleko svého ukončení i jalovou bezpečnostní výpustí. Její 3 m široké koryto ústilo přímo do Vltavy.
Přívodní kanál končil přímo u vodního závěru a do vlastní strojovny elektrárny dále pokračovalo tlakové potrubí. Vodní závěr byl opatřen jemnými česly (dřevo, listí, drobný odpad z Porákovy papírny) a padacím stavidlem, které umožňovalo rychlé zastavení přívodu vody do tlakového potrubí. Stavebně byl vodní závěr připraven na zaústění dvou tlakových potrubí. Zároveň byl opatřen základovou štěrkovou výpustí ústící do otevřeného polenového žlabu. Ta sloužila k čištění prostoru před vtoky do tlakového potrubí od usazených naplavenin. Nad vodním závěrem byl postaven kamenný domek, v němž byla ovládací zařízení stavidel a služebna dozorce.
Tlakové potrubí o délce 560 m bylo ocelové, nýtované, o průměru 1800 mm a tloušťce stěn od 8 do 16 mm. Umožňovalo dodávku až 7,5m³ vody za vteřinu. Jeho největší část (od vodního závěru až po betonový kotvící blok u strojovny elektrárny) dodala a instalovala firma Škoda – kotlárna Plzeň. Zbývající část potrubí nacházejícího se přímo pod komorou uzavíracích šoupat dodala včetně uzavíracích šoupat a automatického odlehčovacího výpustného zařízení firma Ganz & Comp.- strojírna v Leobersdorfu.
Vlastní kamenná budova strojovny měla rozměry 49 × 12,3 m, výšku 9 m a síla stěn činila 80 cm. Ze severní strany k ní přiléhala komora uzavíracích šoupat a z jižní strany rozvodna. V hale bylo možno umístit v západní a střední části až čtyři soustrojí, východní část byla příčkami rozdělena na kancelář, dílnu a sklad. Elektrárna byla spojena telefonem se služebnami na vodním závěru a na jezu a dále i s papírnou ve Větřní.
Při uvedení do provozu bylo strojní zařízení elektrárny složeno ze tří hydroagregátů firmy Ganz & Comp. Budapešť – Leobersdorf. Každý se skládal z Francisovy turbíny s vodorovnou hřídelí o výkonu 2500 HP při čistém spádu 94,6 m, 420 otáčkách za minutu a hltnosti 2,9 m³ vody za vteřinu, která byla trvale spojena s generátorem o výkonu 1700 kW, vyrábějícím třífázový střídavý proud o napětí 15 000 V a kmitočtu 42 Hz.
Vyrobený výkon byl z elektrárny veden přímo (bez transformace) o přenosovém napětí 15 000 V do papírny ve Větřní. Pětadvacetikilometrová vzdálenost byla překonána třívodičovým dálkovým vedením s měděnými vodiči o průřezu 50 mm². Kromě již zmiňované papírny, byl prostřednictvím elektrárny dodáván proud i městům Vyšší Brod a Český Krumlov a dalším okolním městečkům a obcím. Přestože bylo dálkové vedení koncesováno až do Českých Budějovic, nakonec nebylo v celé délce dokončeno.
Zároveň se podařilo poprvé vyhovujícím způsobem umožnit plavbu polenového dříví kolem nesplavného úseku Vltavy pod Čertovou stěnou. To se z Loučovic plavilo otevřeným přívodním kanálem až k vodnímu závěru, kde se hromadilo u 1,5 m dlouhé hrany vodního přepadu. Prostřednictvím přívalové vlny bylo přes ni přehazováno do polenového žlabu vedoucího souběžně s tlakovým potrubím a končícím v dolním odpadním kanálu elektrárny ústícím do Vltavy.

## Postupný vývoj a rozšiřování
Spolu s pořízením nového papírenského stroje na výrobu rotačního tiskového papíru v papírně ve Větřní (v té době největšího a nejmodernějšího na evropské pevnině), bylo v roce 1911 strojní zařízení hydrocentrály doplněno o čtvrtý hydroagregát. Byl dodán firmou Voith – Sankt Pölten a opět se skládal z Francisovy turbíny s vodorovnou hřídelí, avšak již o výkonu 4000 HP při 420 otáčkách za minutu a hltnosti 4,2 m³ za vteřinu, která byla trvale spojena s generátorem o výkonu 2700 kW, vyrábějícím třífázový střídavý proud o napětí 15 500 V a kmitočtu 42 Hz. Zároveň byla rozvodna elektrárny rozšířena a byly v ní umístěny dva autotransformátory. Jejich prostřednictvím bylo přenosové napětí dálkového vedení zvýšeno na 22 500 V.
Velké průsaky vody z přívodního kanálu si vyžádaly přibližně v letech 1916 – 1919 jeho opravu, kterou prováděla firma Pittel & Brausewetter z Prahy. Protože nebylo možné dlouhodobě elektrárnu odstavit, byla voda z kanálu převedena kolem 180,8 m dlouhého rekonstruovaného místa provizorním dřevěným kanálem dlouhým 91 m, který byl jednou přenesen. Poblíž jalové výpusti byly zřízeny u kanálu zesílené opěrné pilíře.
20. léta 20. století přinesla velkou vlnu rozšiřování a přestavby hydrocentrály a jejích součástí. V roce 1924 – 1925 byla před vodním závěrem na Čertově stěně vybudována firmou Wayss & Freytag A.G. a Meinong G.m.b.H. z Brna usazovací a vyrovnávací nádrž. V roce 1926 bylo Vítkovickými železárnami v Ostravě – Vítkovicích dodáno druhé tlakové potrubí o délce 640 m. Bylo rovněž ocelové, nýtované, o průměru 2000 mm a tloušťce stěn od 8 do 18 mm. Snaha využít hospodárně vltavskou vodu vedla k osazení jednoduchého jezového nástavku na pevnou korunu jezu pod Loučovicemi. Patrně ve stejné době byl asi přistavěn i betonový domek na pilíři mezi základovou a štěrkovou výpustí. Kdy se tak stalo, není zatím doloženo. Nicméně tento nástavek i domek jsou již zachyceny na fotografiích z roku 1926.
Spolu s plánovaným rozšířením strojního zařízení elektrárny, dochází v letech 1928 – 1929 ke stavbě nového železobetonového jezu a na něj navazujícího druhého přívodního kanálu. Projekt byl zpracován Technickou projekční a stavební kanceláří ing. J. Pfletschinger & Komp. z Vídně a Štýrského Hradce a stavbu prováděla firma Wayss & Freytag A.G. a Meinong G.m.b.H. z Brna, později Teplic – Šanova. Nový jez byl umístěn o několik desítek metrů níže po proudu pod starým jezem, měl pohyblivou korunu rozdělenou do dvou polí o délce 14,6 m a jalovou základovou výpust širokou 3 m. Zvedání a sklápění koruny bylo provedeno dle systému Huber – Lutz, který pracoval pouze na principu přepouštění vody pod jezové klapky a pomocí jejího tlaku umožňoval jejich zvedání. Vtok do obou kanálů byl chráněn hrubými česly a měl dvojité dno. Jeho spodní prostor sloužil k zachycování naplavenin (písek, kaménky apod.) a byl pravidelně čištěn štěrkovou výpustí. Starý jez, který byl zadrženou vodou zaplaven, zůstal zachován, pouze z něj byl odstraněn pohyblivý jezový nástavek a snesen návodní pilíř. Zároveň zůstal plně zachován původní vtok do starého kanálu, který dále sloužil k plavení dřeva.
Nový železobetonový přívodní kanál byl budován souběžně se starým, byl 3,3 m široký, 3,5 m hluboký a jeho poloha si vyžádala na 210 m dlouhém úseku u jalové výpusti poblíž Čertovy stěny volné vedení nad zemí na železobetonových pilířích. Tento kanál byl opatřen každých 30 metrů dilatační spárou zatěsněnou dřevěným trámcem a měděnou vložkou. Před jeho zaústěním do usazovací a vyrovnávací nádrže byl opatřen stejně jako na začátku a stejně jako starý kanál uzavíracím stavidlem.
Souběžně probíhala od roku 1928 celková přestavba a dostavba strojovny elektrárny. U vlastní haly byl stržen východní štít a tato zde byla prodloužena o 17,5 m včetně nové kancelářské přístavby. Na jižní straně byla stará rozvodna a transformátorová stanice přebudována a rozšířena a vznikly zde nové dílenské prostory, rozvodna a další potřebné zázemí. Zároveň byla na severní straně prodloužena komora uzavíracích šoupat.
Toto vše bylo činěno za účelem plánovaného zvýšení instalovaného výkonu elektrárny dosazením pátého hydroagregátu. Ten dodala v roce 1929 firma Českomoravská Kolben – Daněk Praha – Blansko a skládal se z Francisovy turbíny s vodorovnou hřídelí o výkonu 10 860 HP při 504, resp. 650 otáčkách za minutu a hltnosti 10,3 m³ za vteřinu, která byla trvale spojena s generátorem o výkonu 9000 kW vyrábějícím třífázový proud o napětí 5250 V a kmitočtu 42 Hz, resp. 6300 V při kmitočtu 50 Hz. K buzení generátoru byl dále zřízen zvláštní budicí agregát sestávající z Peltonovy turbíny o výkonu 170 HP a 630 otáčkách za minutu spojené prostřednictvím výsuvné spojky „Eupex“ s dynamem o výkonu 55 kW.

## Lidé kolem elektrárny
Vyšebrodská hydrocentrála dávala pracovní příležitost poměrně dosti zaměstnancům. Dle statistiky z roku 1923 zaměstnávala před svým rozšířením 21 dělníků a dva úředníky, v 50. letech 20. století již dosahoval počet zaměstnanců až k sedmdesáti. Kromě pracovníků zařazených do nepřetržité obsluhy a dozoru jak v samotné hydrocentrále, tak i na vodním závěru a na jezu, čítala i početné opravárenské a údržbářské čety. Mezi pracovními profesemi nechyběli mimo strojníků, zámečníků a elektrikářů také zedníci, truhláři a dokonce i zahradník. Spolu s výstavbou elektrárny v roce 1903 byl poblíž postaven trojpodlažní činžovní dům čp. 167, ke kterému přibyla v roce 1922 vícebytová vila čp. 191 určená asi především pro úřednictvo. Jinak docházeli zaměstnanci do elektrárny z Vyššího Brodu a okolních vsí a osad.

## Konec provozu
Výstavbou Lipenské přehrady v 50. letech 20. století a svedením veškeré vltavské vody do podzemního tunelu ztratila vyšebrodská hydrocentrála svůj význam. Protože byla ve větřnínské papírně některá zařízení papírenského soustrojí stavěna na kmitočet 42 Hz, byla dočasně do jejich výměny upouštěna voda z Lipenské přehrady dále do vltavského koryta, aby mohla pohánět vyšebrodskou hydrocentrálu. Ta však pracovala jen na sníženém výkonu a zařízení hydrocentrály se postupně rozebíralo a likvidovalo. Po ukončení provozu bylo zlikvidováno v průběhu 60. let 20. století veškeré zbylé strojní zařízení a budova hydrocentrály byla předána jako výrobní hala Jihočeským dřevařským závodům. Již za jejich správy postihl dne 24. 1. 1970 někdejší objekt elektrárny ničivý požár, kdy se zřítila střecha výrobní haly.
Po likvidaci elektrárny nebyly ostatní části vodního díla využívány a postupně chátraly. Do kamenného přívodního kanálu bylo položeno betonové potrubí, kterým byla vedena odpadní voda z loučovické papírny k vodnímu závěru u Čertovy stěny. Odtud byla vedena jedním tlakovým potrubím přímo do vyrovnávací vodní nádrže Lipno II. Od 90. let 20. století byly na tomto potrubí také zřízeny tři soukromé malé vodní elektrárny. Druhé (starší) tlakové potrubí bylo demontováno. Oba přívodní kanály včetně usazovací a vyrovnávací nádrže u vodního závěru byly následně zavezeny výrobním odpadem z loučovické papírny. Domek vodního závěru slouží jako soukromý rekreační objekt.
Chátrající jez na Vltavě pod Loučovicemi se dočkal své revitalizace v roce 2003, kdy byl společností Povodí Vltavy a.s. zrekonstruován a byla u něj zřízena malá vodní elektrárna. Bohužel spolu s rekonstrukcí byl zasypán dochovaný původní vtokový objekt od staršího jezu do přívodního kanálu.
Obnovy se bohužel nedočkaly stavebně zajímavý činžovní dům čp. 167 i vícebytová vila čp. 191, které doplňovaly objekt bývalé hydrocentrály. Oba domy v areálu dřevařského závodu byly zbořeny.